# دادلی دگروت
دادلی دگروت (انگلیسی: Dudley DeGroot; ۱۰ نوامبر ۱۸۹۹ – ۵ مهٔ ۱۹۷۰) بازیکن راگبی ۱۵ نفره، بازیکن فوتبال آمریکایی، و بازیکن بسکتبال اهل ایالات متحده آمریکا بود.